# Базаров, Бабамурад Атамурадович
Бабамурад Атамурадович Базаров (туркм. Babamyrat Bazarow) — туркменский научный и государственный деятель.

## Биография
Родился в 1939 году в г. Чарджоу Чарджоуской области.
Образование высшее. В 1961 г. окончил Туркменский педагогический институт. В 1963 году обучался в аспирантуре Киевского государственного университета.

## Карьера
Трудовую деятельность начал аспирантом физико-технического института АН ТССР. Далее работал в этом же институте старшим лаборантом, старшим научным сотрудником. Позднее занимал должность начальника отделения ВНИИ источников тока НПО «Квант», директора научно-производственного коллектива «Гелиос» НПО «Квант».
26.06.1992 — 1993 — заместитель Председателя Кабинета министров Туркменистана.
С 1993 по 1999 — ректор Института Народного хозяйства Туркменистана. Погиб в автокатастрофе в 2002 г.

## Награды и звания
- Заслуженный изобретатель Туркменистана

## Семья
- Сестра — Роза Базарова, председатель Президиума Верховного Совета Туркменской ССР (1988—1990).

## Варианты транскрипции имени и фамилии
- Имя: Бабамурат, Бабамырат